# H. H. Holmes
Herman Webster Mudgett (Gilmanton, Nuevo Hampshire; 16 de mayo de 1861 - Filadelfia, Pensilvania; 7 de mayo de 1896), también conocido como Dr. Henry Howard Holmes o simplemente «Dr. Holmes», fue un asesino en serie estadounidense que confesó hasta veintisiete asesinatos y cincuenta intentos de asesinato.

## Semblanza
Herman Webster Mudgett nació en Gilmanton, Nuevo Hampshire, tercero de los cinco hijos del matrimonio formado por Levi Horton Mudgett, un padre alcohólico y abusivo, y de Theodate Page Price, una madre puritana metodista. Muy pronto manifestó odio hacia las mujeres, especialmente aquellas con fortuna, un interés poco corriente que lo enmarcaría como un Don Juan del crimen.
A los dieciocho años, para pagar sus estudios de medicina se casó con una rica joven llamada Clara Lovering con quien tuvo un hijo, Robert Lovering Mudgett. La arruinó y una vez obtenidos con lustre sus diplomas en la Universidad de Míchigan, sin divorciarse se fue a vivir con una joven viuda adinerada, que satisfizo sus necesidades gracias a las rentas de su respetable casa de huéspedes. Siendo ya médico, dejó a aquella segunda conquista, ejerció durante un año en el estado de Nueva York y fue después a establecerse en Chicago.
Guapo, con aire distinguido, atento, amoroso con los animales, siempre elegantemente vestido, Mudgett tenía innumerables éxitos amorosos. Al llegar a su nueva ciudad no tardó en seducir a una joven millonaria llamada Myrta Belknap. Tomó el nombre de Dr. Henry Howard Holmes para vencer las reticencias que la señorita le oponía, se casó con ella y tuvo una hija, Lucy Theodate Holmes. Gracias a unas falsificaciones de escrituras, estafó 5000 dólares a su familia política para hacerse construir una casa suntuosa en Wilmette.
Luego consiguió en las afueras de Englewood la herencia de una farmacia propiedad de Melisa Holden, una viuda de quien se hizo su amante y hombre de confianza. A base de falsificaciones de contabilidad y de malversaciones de fondos, logró hacerse dueño de la totalidad de sus bienes y después la hizo desaparecer.

## El "Holmes Castle"

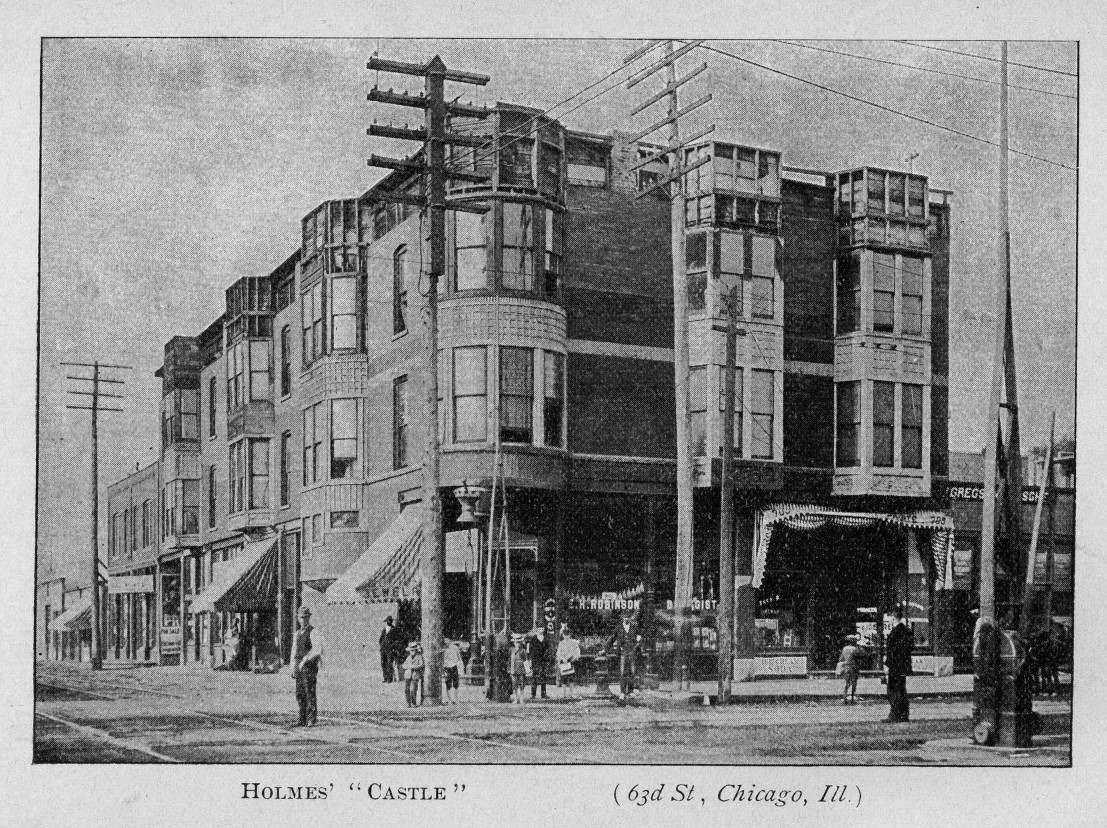
"Holmes Castle".

Para construir su castillo, el "Holmes Castle", el Dr. Holmes recurrió a varias empresas, a quienes nunca pagaba e interrumpía pronto sus obras. De esa manera, él era el único en conocer en detalle un edificio cuyo extraño arreglo habría podido suscitar la curiosidad. 
Se estaba preparando la exposición de 1893, que debía atraer a Chicago una cantidad considerable de gente, incluidas mujeres guapas, ricas y solas. Holmes adquirió un terreno gracias a una serie de estafas y emprendió la construcción de un hotel con aspecto de fortaleza medieval, cuya disposición interior concibió él mismo. Cada una de las habitaciones del inmueble estaba provista de trampas y puertas correderas que daban a un laberinto de pasillos secretos desde los cuales, por unas ventanillas disimuladas en las paredes, el doctor podía observar a escondidas a sus clientes.
Disimulada bajo el entarimado, una instalación eléctrica le permitía seguir en un panel indicador instalado en su despacho el menor desplazamiento de sus futuras víctimas. Con abrir unos grifos de gas, podía asfixiar sin desplazarse a los ocupantes de algunas habitaciones.
Un montacargas y dos "toboganes" servían para hacer bajar los cadáveres a una bodega donde según los casos, eran disueltos en una cubeta de ácido sulfúrico, reducidos a polvo por incineración, o hundidos vivos en una cuba llena de cal. En una habitación llamada "el calabozo" había instalado instrumentos de tortura. Una de las máquinas instaladas llamó especialmente la atención de los periodistas: un autómata que permitía hacer cosquillas en la planta de los pies de las víctimas hasta matarlas de risa.
El Holmes Castle fue terminado en 1892 y la Exposición Mundial Colombina de Chicago abrió sus puertas el 1 de mayo de 1893. Durante los seis meses que duró, la fábrica de matar del Dr. Holmes no se desocupó. El verdugo escogía a sus "clientas" con precaución, tenían que ser ricas, jóvenes, guapas, estar solas, y para evitar las visitas inoportunas de amigos o familiares, su domicilio tenía que estar situado en un estado lo más alejado posible de Chicago.

## Los últimos crímenes
Con el final de la exposición, las rentas del hotel acusaron una caída brutal y Holmes se encontró pronto corto de dinero. Para procurarse de los ingresos incendió el último piso de su inmueble y reclamó a su asegurador una prima de 60 000 dólares, sin pensar que la compañía podría hacer una investigación antes de pagárselos. Una vez descubierto, el doctor se refugió en Texas, donde realizó estafas que lo llevaron por primera vez a la cárcel. Liberado bajo fianza, volvió a salir unos meses después no sin haber puesto en pie una nueva operación criminal.
La idea era sencilla: un cómplice, llamado Pitezel, debía hacerse un seguro de vida en una compañía de Filadelfia. Luego se presentaría como suyo un cadáver anónimo desfigurado por un accidente. La prima que cobraría la sra. Pitezel sería repartida y el "muerto" iría durante algún tiempo a hacerse olvidar a Sudamérica. Sin embargo Holmes cambió de planes y mató realmente a Pitezel, evitándose la búsqueda de un cadáver desfigurado y quedándose con todo el dinero de la prima, ya que luego se deshizo de sus hijos.
Sin embargo, un antiguo compañero de celda, Marion Hedgepeth, le denunció, y la policía realizó una investigación. Las pesquisas esenciales fueron conducidas por el detective privado Frank Geyer, quien tuvo el mérito de descubrir la verdadera catadura de Holmes y trabajaba para la renombrada Agencia Nacional de Detectives Pinkerton, contratada entonces por la compañía de seguros. Como resultado de ello, Holmes confesó la estafa a la aseguradora y los asesinatos de Pitezel y su familia.
Una vez detenido el criminal, la policía registró el hotel, y se descubrió que éste había sido utilizado como lugar de tormento y sala de ejecuciones. Los agentes encontraron cámaras herméticas desde las cuales se podía bombear gas, un horno lo bastante grande para contener un cuerpo humano, cubas de ácido, y habitaciones equipadas con instrumental quirúrgico de disección así como toda la parafernalia de la tortura. En el juicio un testigo de la acusación describió su trabajo como empleado de Holmes, quien lo había contratado para que le descarnara tres cadáveres a razón de 36 dólares cada uno.
Holmes fue condenado a muerte por el Tribunal de Filadelfia y ahorcado el 7 de mayo de 1896, no sin haber pasado antes tres años de encierro, contando entonces con treinta y cuatro años.

## Número de víctimas
Ante el tribunal, Holmes afirmó haber asesinado a veintisiete personas (aparte de Pitezel y su familia) a lo largo de su vida. Sin embargo, esta cifra es poco creíble. El acusado confesó haber matado a personas que en ese momento seguían vivas, burlándose de la justicia. La policía solo pudo relacionar y demostrar nueve casos. Aunque no se sabe con certeza el número de víctimas, los descubrimientos hechos en su castillo por algunos criminólogos sugieren que fueron cerca de doscientas mujeres.